# Lamprotornis hildebrandti
Lamprotornis hildebrandti là một loài chim trong họ Sturnidae.
Loài này tạo một siêu loài với loài trước đây đặt chung loài với nó là sáo Shelley, một loài di cư có phạm vi từ Ethiopia và Somalia đến Kenya. Cả hai loài này đều đã kết hợp thành một siêu loài với sáo bụng hung Tây Phi. Ban đầu loài này được đặt trong chi nay đã lỗi thời Notauges. Loài này được đặt tên theo Johannes Hildebrandt, một nhà sưu tập Đức đã là người châu Âu đầu tiên thu được mẫu vật.
Phạm vi phân bố ở Kenya và Tanzania, nơi chúng sinh sống ở xứ mở có độ cao từ 500-2200 mét.